# Xeque Mate (álbum)
Xeque Mate é o segundo trabalho do baterista e músico paulista Mário Negrão Borgonovi, lançamento que comemora os seus 50 anos de carreira. No primeiro álbum, Madeira Em Pé, de 1980, o baterista assinava como Mário Negrão e o trabalho foi considerado como um dos discos autorais pioneiros da música instrumental brasileira, trazendo um olhar musical sobre o meio ambiente. Conhecido como músico de estúdio, Mário passou boa parte de sua carreira tocando com vários astros da música popular brasileira como Baden Powell, Antonio Adolfo, Paulo Moura, Raphael Rabello, Carlos Lyra, Claudette Soares, Clara Nunes, Chico Buarque, Egberto Gismonti, Leila Pinheiro, MPB-4, Paulinho Nogueira, Quarteto em Cy, Rosinha de Valença, Sérgio Ricardo, Toquinho, Vinícius de Moraes e Orquestra Sinfônica Brasileira entre tantos outros. O autor faz questão de observar que Mário Negrão foi uma marca que o acompanhou durante toda a carreira. Negrão é o sobrenome de sua mãe, mas neste segundo disco ele quis homenagear seu pai, já falecido, motivo pelo qual o sobrenome dele, Borgonovi, é usado no álbum e na assinatura.
O novo projeto, disponível em formato físico e nas plataformas digitais pela produtora e gravadora Kuarup, mostra nas músicas o foco sobre a bateria, seu instrumento de devoção. O trabalho de composição foi concebido pensando na adequação da “levada” (groove) de samba com a condução rítmica nos pratos, o que lhe conferiu uma estética típica de jazz. São nove músicas autorais, gravadas com arranjos dos maestros Gilson Peranzzetta, Cristóvão Bastos, Ugo Marotta e Dom Salvador. O nome das músicas do álbum são lembranças da infância do autor, que na criação, fez correlacões desses termos populares com a imagem sonora de suas composições.

## Gravação e lançamento
As gravações do disco foram feitas em três seções no estúdio Sérgio Lima Neto, em Araras, na cidade serrana de Petrópolis, no interior do estado do Rio de Janeiro. Foram três seções, cada uma gravando três músicas, resultando em nove gravações.

## Lista de faixas
O álbum contém nove músicas. A primeira seção foi feita com arranjos do maestro Gilson Perazzetta e as composições foram: Samba Livre, Sinuca de Bico e Fogo de Palha. A segunda seção teve os arranjos do maestro Cristóvão Bastos e as composiçòes foram: Xeque-Mate, Agulha no Palheiro e Maria Sem Vergonha. A terceira e última seção teve os arranjos dos maestros Ugo Marotta e Dom Salvador. As músicas gravadas foram: Perfume Barato, Bitola da Mogiana e Café do Dom. A composição Café do Dom foi criada em homenagem ao pianista paulista Dom Salvador, que ganhou a tarefa de elaborar o arranjo, feito em Nova Iorque, cidade que onde vive e enviado ao Brasil para a gravação feita sob a regência do maestro Ugo Marotta. Os músicos convidados para as gravações foram: Gilson Peranzzetta e Cristóvão Bastos no piano acústico e arranjos, Adaury Mothé no piano acústico (Steinway), Jamil Joanes no contrabaixo elétrico, Sérgio Barrozo e Rômulo Gomes no acústico, Mário Negrão na bateria standart com três pratos ride (condução rítmica), Rafael Rocha no trombone, Marcelo Martins na flauta e saxofone tenor, José Canuto no sax alto, Mauro Senise na flauta, Ricardo Pontes na flauta e sax alto, e Jessé Sadoc e Altair Martins no trompete e flugelhorn.
| N.º            | Título               | Duração |  |
| 1.             | "Xeque Mate"         | 3:49    |  |
| 2.             | "Sinuca de Bico"     | 3:19    |  |
| 3.             | "Perfume Barato"     | 4:11    |  |
| 4.             | "Agulha no Palheiro" | 3:03    |  |
| 5.             | "Samba Livre"        | 4:58    |  |
| 6.             | "Bitola da Mogiana"  | 4:07    |  |
| 7.             | "Fogo de Palha"      | 3:49    |  |
| 8.             | "Maria Sem Vergonha" | 3:36    |  |
| 9.             | "Café do Dom"        | 3:41    |  |
| Duração total: | Duração total:       | 33:12   |  |